# Liste des planètes mineures (346001-347000)
Voici la liste des planètes mineures numérotées de 346001 à 347000. Les planètes mineures sont numérotées lorsque leur orbite est confirmée, ce qui peut parfois se produire longtemps après leur découverte. Elles sont classées ici par leur numéro et donc approximativement par leur date de découverte.

## Planètes mineures 346001 à 347000

### 346001-346100
| Nom      | Désignation provisoire | Date de la découverte | Découvreur           |
| -------- | ---------------------- | --------------------- | -------------------- |
| (346001) | 2007 TG202             | 8 octobre 2007        | Mt. Lemmon Survey    |
| (346002) | 2007 TL204             | 8 octobre 2007        | Mt. Lemmon Survey    |
| (346003) | 2007 TA207             | 10 octobre 2007       | Mt. Lemmon Survey    |
| (346004) | 2007 TD207             | 10 octobre 2007       | Mt. Lemmon Survey    |
| (346005) | 2007 TQ216             | 7 octobre 2007        | Spacewatch           |
| (346006) | 2007 TG217             | 7 octobre 2007        | Spacewatch           |
| (346007) | 2007 TU221             | 9 octobre 2007        | Spacewatch           |
| (346008) | 2007 TB223             | 10 octobre 2007       | Spacewatch           |
| (346009) | 2007 TT239             | 10 octobre 2007       | Mt. Lemmon Survey    |
| (346010) | 2007 TS243             | 8 octobre 2007        | CSS                  |
| (346011) | 2007 TU248             | 11 octobre 2007       | CSS                  |
| (346012) | 2007 TY255             | 10 octobre 2007       | Spacewatch           |
| (346013) | 2007 TD266             | 11 octobre 2007       | Spacewatch           |
| (346014) | 2007 TG266             | 12 octobre 2007       | Spacewatch           |
| (346015) | 2007 TQ266             | 9 octobre 2007        | Spacewatch           |
| (346016) | 2007 TF283             | 8 octobre 2007        | Mt. Lemmon Survey    |
| (346017) | 2007 TW286             | 10 octobre 2007       | Mt. Lemmon Survey    |
| (346018) | 2007 TN289             | 12 octobre 2007       | Mt. Lemmon Survey    |
| (346019) | 2007 TX292             | 8 octobre 2007        | Mt. Lemmon Survey    |
| (346020) | 2007 TD298             | 11 octobre 2007       | Mt. Lemmon Survey    |
| (346021) | 2007 TZ316             | 12 octobre 2007       | Spacewatch           |
| (346022) | 2007 TJ327             | 11 octobre 2007       | Spacewatch           |
| (346023) | 2007 TD335             | 11 octobre 2007       | Spacewatch           |
| (346024) | 2007 TA339             | 15 octobre 2007       | Spacewatch           |
| (346025) | 2007 TG339             | 8 octobre 2007        | Mt. Lemmon Survey    |
| (346026) | 2007 TM355             | 11 octobre 2007       | CSS                  |
| (346027) | 2007 TT360             | 14 octobre 2007       | Mt. Lemmon Survey    |
| (346028) | 2007 TS363             | 14 octobre 2007       | Mt. Lemmon Survey    |
| (346029) | 2007 TA365             | 9 octobre 2007        | Mt. Lemmon Survey    |
| (346030) | 2007 TV371             | 13 octobre 2007       | CSS                  |
| (346031) | 2007 TG383             | 14 octobre 2007       | Spacewatch           |
| (346032) | 2007 TW383             | 14 octobre 2007       | Spacewatch           |
| (346033) | 2007 TS392             | 15 octobre 2007       | CSS                  |
| (346034) | 2007 TT403             | 15 octobre 2007       | Spacewatch           |
| (346035) | 2007 TE405             | 15 octobre 2007       | Spacewatch           |
| (346036) | 2007 TW412             | 15 octobre 2007       | LONEOS               |
| (346037) | 2007 TS419             | 3 octobre 2007        | Siding Spring Survey |
| (346038) | 2007 TX419             | 13 septembre 2007     | CSS                  |
| (346039) | 2007 TS422             | 10 octobre 2007       | Mt. Lemmon Survey    |
| (346040) | 2007 TD423             | 4 octobre 2007        | Spacewatch           |
| (346041) | 2007 TN425             | 8 octobre 2007        | LONEOS               |
| (346042) | 2007 TU429             | 13 octobre 2007       | Spacewatch           |
| (346043) | 2007 TO440             | 4 mai 2005            | Mt. Lemmon Survey    |
| (346044) | 2007 TE451             | 14 octobre 2007       | Mt. Lemmon Survey    |
| (346045) | 2007 UW5               | 19 octobre 2007       | Lacruz, J.           |
| (346046) | 2007 UX17              | 16 octobre 2007       | Mt. Lemmon Survey    |
| (346047) | 2007 UJ20              | 18 octobre 2007       | Mt. Lemmon Survey    |
| (346048) | 2007 UQ22              | 16 octobre 2007       | Spacewatch           |
| (346049) | 2007 UX22              | 16 octobre 2007       | Spacewatch           |
| (346050) | 2007 UE24              | 16 octobre 2007       | Spacewatch           |
| (346051) | 2007 UK26              | 19 octobre 2007       | Spacewatch           |
| (346052) | 2007 UZ29              | 19 octobre 2007       | LONEOS               |
| (346053) | 2007 UP34              | 18 octobre 2007       | LONEOS               |
| (346054) | 2007 UL36              | 19 octobre 2007       | CSS                  |
| (346055) | 2007 UU40              | 16 octobre 2007       | Spacewatch           |
| (346056) | 2007 UO43              | 18 octobre 2007       | Spacewatch           |
| (346057) | 2007 UO48              | 20 octobre 2007       | Mt. Lemmon Survey    |
| (346058) | 2007 UD50              | 24 octobre 2007       | Mt. Lemmon Survey    |
| (346059) | 2007 UL55              | 30 octobre 2007       | Spacewatch           |
| (346060) | 2007 UU55              | 30 octobre 2007       | Spacewatch           |
| (346061) | 2007 UM61              | 18 octobre 2007       | Spacewatch           |
| (346062) | 2007 UH63              | 30 octobre 2007       | Mt. Lemmon Survey    |
| (346063) | 2007 UG68              | 30 octobre 2007       | CSS                  |
| (346064) | 2007 UH82              | 30 octobre 2007       | Spacewatch           |
| (346065) | 2007 UR83              | 30 octobre 2007       | Spacewatch           |
| (346066) | 2007 UO85              | 30 octobre 2007       | Spacewatch           |
| (346067) | 2007 UG86              | 30 octobre 2007       | Spacewatch           |
| (346068) | 2007 UM87              | 30 octobre 2007       | Spacewatch           |
| (346069) | 2007 UV87              | 30 octobre 2007       | Spacewatch           |
| (346070) | 2007 UN89              | 30 octobre 2007       | Mt. Lemmon Survey    |
| (346071) | 2007 UZ94              | 2 avril 2005          | Mt. Lemmon Survey    |
| (346072) | 2007 UQ96              | 9 octobre 2007        | Mt. Lemmon Survey    |
| (346073) | 2007 UN100             | 30 octobre 2007       | Spacewatch           |
| (346074) | 2007 UQ102             | 14 octobre 2007       | Spacewatch           |
| (346075) | 2007 UL104             | 30 octobre 2007       | Spacewatch           |
| (346076) | 2007 UA105             | 30 octobre 2007       | Spacewatch           |
| (346077) | 2007 UF114             | 31 octobre 2007       | Spacewatch           |
| (346078) | 2007 UL120             | 15 janvier 2004       | Spacewatch           |
| (346079) | 2007 UQ128             | 20 octobre 2007       | Spacewatch           |
| (346080) | 2007 UJ130             | 18 octobre 2007       | Spacewatch           |
| (346081) | 2007 UL130             | 18 octobre 2007       | Spacewatch           |
| (346082) | 2007 UR131             | 4 mai 2005            | Mt. Lemmon Survey    |
| (346083) | 2007 UB133             | 21 octobre 2007       | Spacewatch           |
| (346084) | 2007 UN138             | 19 octobre 2007       | Mt. Lemmon Survey    |
| (346085) | 2007 UL139             | 18 juin 2006          | Spacewatch           |
| (346086) | 2007 UD140             | 16 octobre 2007       | Mt. Lemmon Survey    |
| (346087) | 2007 UP141             | 17 octobre 2007       | Mt. Lemmon Survey    |
| (346088) | 2007 UW141             | 21 octobre 2007       | Mt. Lemmon Survey    |
| (346089) | 2007 VQ7               | 4 novembre 2007       | Healy, D.            |
| (346090) | 2007 VM23              | 2 novembre 2007       | Mt. Lemmon Survey    |
| (346091) | 2007 VH30              | 2 novembre 2007       | Spacewatch           |
| (346092) | 2007 VK30              | 2 novembre 2007       | Spacewatch           |
| (346093) | 2007 VF31              | 2 novembre 2007       | Spacewatch           |
| (346094) | 2007 VG32              | 2 novembre 2007       | Spacewatch           |
| (346095) | 2007 VU35              | 1er novembre 2007     | Spacewatch           |
| (346096) | 2007 VW44              | 1er novembre 2007     | Spacewatch           |
| (346097) | 2007 VY45              | 1er novembre 2007     | Spacewatch           |
| (346098) | 2007 VL48              | 1er novembre 2007     | Spacewatch           |
| (346099) | 2007 VN55              | 1er novembre 2007     | Spacewatch           |
| (346100) | 2007 VN59              | 1er novembre 2007     | Spacewatch           |

### 346101-346200
| Nom            | Désignation provisoire | Date de la découverte | Découvreur                        |
| -------------- | ---------------------- | --------------------- | --------------------------------- |
| (346101)       | 2007 VN62              | 1er novembre 2007     | Spacewatch                        |
| (346102)       | 2007 VY62              | 1er novembre 2007     | Spacewatch                        |
| (346103)       | 2007 VW63              | 1er novembre 2007     | Spacewatch                        |
| (346104)       | 2007 VE65              | 1er novembre 2007     | Spacewatch                        |
| (346105)       | 2007 VN66              | 2 novembre 2007       | CSS                               |
| (346106)       | 2007 VV79              | 3 novembre 2007       | Spacewatch                        |
| (346107)       | 2007 VX79              | 3 novembre 2007       | Spacewatch                        |
| (346108)       | 2007 VG85              | 2 novembre 2007       | LINEAR                            |
| (346109)       | 2007 VC88              | 2 novembre 2007       | LINEAR                            |
| (346110)       | 2007 VA92              | 7 novembre 2007       | Hug, G.                           |
| (346111)       | 2007 VQ92              | 3 novembre 2007       | LINEAR                            |
| (346112)       | 2007 VF94              | 7 novembre 2007       | BATTeRS                           |
| (346113)       | 2007 VX97              | 1er novembre 2007     | Spacewatch                        |
| (346114)       | 2007 VG102             | 2 novembre 2007       | Spacewatch                        |
| (346115)       | 2007 VG103             | 3 novembre 2007       | Spacewatch                        |
| (346116)       | 2007 VD115             | 3 novembre 2007       | Spacewatch                        |
| (346117)       | 2007 VT129             | 1er novembre 2007     | Mt. Lemmon Survey                 |
| (346118)       | 2007 VD132             | 2 novembre 2007       | Mt. Lemmon Survey                 |
| (346119)       | 2007 VZ134             | 3 novembre 2007       | Spacewatch                        |
| (346120)       | 2007 VM142             | 4 novembre 2007       | Spacewatch                        |
| (346121)       | 2007 VS150             | 7 novembre 2007       | Spacewatch                        |
| (346122)       | 2007 VH156             | 5 novembre 2007       | Spacewatch                        |
| (346123)       | 2007 VP156             | 5 novembre 2007       | Mt. Lemmon Survey                 |
| (346124)       | 2007 VV165             | 5 novembre 2007       | Spacewatch                        |
| (346125)       | 2007 VA167             | 5 novembre 2007       | Mt. Lemmon Survey                 |
| (346126)       | 2007 VE169             | 5 novembre 2007       | Spacewatch                        |
| (346127)       | 2007 VM169             | 5 novembre 2007       | Spacewatch                        |
| (346128)       | 2007 VR171             | 7 novembre 2007       | Spacewatch                        |
| (346129)       | 2007 VW173             | 2 novembre 2007       | CSS                               |
| (346130)       | 2007 VG174             | 3 novembre 2007       | LONEOS                            |
| (346131)       | 2007 VB192             | 4 novembre 2007       | Mt. Lemmon Survey                 |
| (346132)       | 2007 VN194             | 5 novembre 2007       | Mt. Lemmon Survey                 |
| (346133)       | 2007 VM196             | 7 novembre 2007       | CSS                               |
| (346134)       | 2007 VV197             | 8 novembre 2007       | Mt. Lemmon Survey                 |
| (346135)       | 2007 VF202             | 5 novembre 2007       | PMO NEO Survey Program            |
| (346136)       | 2007 VY207             | 12 octobre 2007       | Spacewatch                        |
| (346137)       | 2007 VV220             | 9 novembre 2007       | Spacewatch                        |
| (346138)       | 2007 VF222             | 7 novembre 2007       | Mt. Lemmon Survey                 |
| (346139)       | 2007 VX224             | 9 novembre 2007       | Mt. Lemmon Survey                 |
| (346140)       | 2007 VB225             | 9 novembre 2007       | Mt. Lemmon Survey                 |
| (346141)       | 2007 VA226             | 9 novembre 2007       | Mt. Lemmon Survey                 |
| (346142)       | 2007 VZ230             | 7 novembre 2007       | Spacewatch                        |
| (346143)       | 2007 VK234             | 9 novembre 2007       | Spacewatch                        |
| (346144)       | 2007 VT236             | 11 novembre 2007      | Mt. Lemmon Survey                 |
| (346145)       | 2007 VQ237             | 11 novembre 2007      | Mt. Lemmon Survey                 |
| (346146)       | 2007 VK238             | 13 novembre 2007      | Spacewatch                        |
| (346147)       | 2007 VC239             | 7 avril 2005          | LONEOS                            |
| (346148)       | 2007 VH241             | 11 novembre 2007      | PMO NEO Survey Program            |
| (346149)       | 2007 VH251             | 9 novembre 2007       | CSS                               |
| (346150) Nanyi | 2007 VE253             | 5 novembre 2007       | PMO NEO Survey Program            |
| (346151)       | 2007 VF253             | 13 novembre 2007      | Mt. Lemmon Survey                 |
| (346152)       | 2007 VD254             | 14 novembre 2007      | Spacewatch                        |
| (346153)       | 2007 VC260             | 15 novembre 2007      | LONEOS                            |
| (346154)       | 2007 VH265             | 13 novembre 2007      | Spacewatch                        |
| (346155)       | 2007 VJ279             | 14 novembre 2007      | Spacewatch                        |
| (346156)       | 2007 VH281             | 14 novembre 2007      | Spacewatch                        |
| (346157)       | 2007 VW281             | 14 novembre 2007      | Spacewatch                        |
| (346158)       | 2007 VH282             | 14 novembre 2007      | Spacewatch                        |
| (346159)       | 2007 VH283             | 14 novembre 2007      | Spacewatch                        |
| (346160)       | 2007 VQ285             | 14 novembre 2007      | Spacewatch                        |
| (346161)       | 2007 VT297             | 11 novembre 2007      | CSS                               |
| (346162)       | 2007 VG303             | 2 novembre 2007       | CSS                               |
| (346163)       | 2007 VZ307             | 5 novembre 2007       | Spacewatch                        |
| (346164)       | 2007 VY308             | 9 novembre 2007       | Spacewatch                        |
| (346165)       | 2007 VB309             | 9 novembre 2007       | Mt. Lemmon Survey                 |
| (346166)       | 2007 VV312             | 3 novembre 2007       | Mt. Lemmon Survey                 |
| (346167)       | 2007 VC314             | 1er novembre 2007     | Spacewatch                        |
| (346168)       | 2007 VE318             | 5 novembre 2007       | Mt. Lemmon Survey                 |
| (346169)       | 2007 VD320             | 13 septembre 2007     | Mt. Lemmon Survey                 |
| (346170)       | 2007 VA322             | 29 septembre 2001     | NEAT                              |
| (346171)       | 2007 VG325             | 1er novembre 2007     | Spacewatch                        |
| (346172)       | 2007 VL326             | 4 novembre 2007       | Mt. Lemmon Survey                 |
| (346173)       | 2007 VU331             | 7 novembre 2007       | Spacewatch                        |
| (346174)       | 2007 VJ334             | 13 novembre 2007      | Spacewatch                        |
| (346175)       | 2007 VV334             | 14 novembre 2007      | Spacewatch                        |
| (346176)       | 2007 WA2               | 17 novembre 2007      | BATTeRS                           |
| (346177)       | 2007 WO8               | 18 novembre 2007      | LINEAR                            |
| (346178)       | 2007 WZ17              | 18 novembre 2007      | Mt. Lemmon Survey                 |
| (346179)       | 2007 WL22              | 17 novembre 2007      | Spacewatch                        |
| (346180)       | 2007 WU24              | 2 novembre 2007       | Spacewatch                        |
| (346181)       | 2007 WP33              | 19 novembre 2007      | Mt. Lemmon Survey                 |
| (346182)       | 2007 WF40              | 17 novembre 2007      | CSS                               |
| (346183)       | 2007 WE42              | 18 novembre 2007      | Mt. Lemmon Survey                 |
| (346184)       | 2007 WX55              | 30 novembre 2007      | Astronomical Research Observatory |
| (346185)       | 2007 WB56              | 30 novembre 2007      | Yang, T.-C., Ye, Q.-z.            |
| (346186)       | 2007 WH63              | 20 novembre 2007      | Mt. Lemmon Survey                 |
| (346187)       | 2007 WQ63              | 21 novembre 2007      | Mt. Lemmon Survey                 |
| (346188)       | 2007 XQ                | 4 novembre 2007       | Mt. Lemmon Survey                 |
| (346189)       | 2007 XX1               | 3 décembre 2007       | CSS                               |
| (346190)       | 2007 XN11              | 4 décembre 2007       | LONEOS                            |
| (346191)       | 2007 XX11              | 4 décembre 2007       | Spacewatch                        |
| (346192)       | 2007 XY18              | 14 octobre 2007       | Mt. Lemmon Survey                 |
| (346193)       | 2007 XZ19              | 12 décembre 2007      | OAM                               |
| (346194)       | 2007 XW20              | 13 décembre 2007      | LINEAR                            |
| (346195)       | 2007 XC24              | 14 décembre 2007      | Chante-Perdrix                    |
| (346196)       | 2007 XQ24              | 13 décembre 2007      | LINEAR                            |
| (346197)       | 2007 XH25              | 15 décembre 2007      | OAM                               |
| (346198)       | 2007 XR25              | 15 décembre 2007      | OAM                               |
| (346199)       | 2007 XD27              | 14 décembre 2007      | Spacewatch                        |
| (346200)       | 2007 XD29              | 15 décembre 2007      | Spacewatch                        |

### 346201-346300
| Nom                   | Désignation provisoire | Date de la découverte | Découvreur                        |
| --------------------- | ---------------------- | --------------------- | --------------------------------- |
| (346201)              | 2007 XF31              | 15 décembre 2007      | Spacewatch                        |
| (346202)              | 2007 XZ33              | 10 décembre 2007      | LINEAR                            |
| (346203)              | 2007 XR35              | 13 décembre 2007      | LINEAR                            |
| (346204)              | 2007 XN44              | 15 décembre 2007      | Spacewatch                        |
| (346205)              | 2007 XF47              | 15 décembre 2007      | Spacewatch                        |
| (346206)              | 2007 XB53              | 4 décembre 2007       | Mt. Lemmon Survey                 |
| (346207)              | 2007 XB58              | 5 décembre 2007       | Spacewatch                        |
| (346208)              | 2007 XL58              | 5 décembre 2007       | Spacewatch                        |
| (346209)              | 2007 XZ58              | 14 décembre 2007      | Mt. Lemmon Survey                 |
| (346210)              | 2007 YY8               | 16 décembre 2007      | Mt. Lemmon Survey                 |
| (346211)              | 2007 YF10              | 16 décembre 2007      | Spacewatch                        |
| (346212)              | 2007 YS14              | 4 novembre 2007       | Spacewatch                        |
| (346213)              | 2007 YY22              | 16 décembre 2007      | Mt. Lemmon Survey                 |
| (346214)              | 2007 YP26              | 18 décembre 2007      | Mt. Lemmon Survey                 |
| (346215)              | 2007 YK31              | 28 décembre 2007      | Spacewatch                        |
| (346216)              | 2007 YW44              | 30 décembre 2007      | Mt. Lemmon Survey                 |
| (346217)              | 2007 YS47              | 30 décembre 2007      | OAM                               |
| (346218)              | 2007 YJ50              | 28 décembre 2007      | Spacewatch                        |
| (346219)              | 2007 YC56              | 29 décembre 2007      | LUSS                              |
| (346220)              | 2007 YK57              | 5 décembre 2007       | Spacewatch                        |
| (346221)              | 2007 YA59              | 31 décembre 2007      | CSS                               |
| (346222)              | 2007 YN59              | 18 décembre 2007      | Mt. Lemmon Survey                 |
| (346223)              | 2007 YJ60              | 16 décembre 2007      | CSS                               |
| (346224)              | 2007 YA62              | 16 décembre 2007      | Spacewatch                        |
| (346225)              | 2007 YB66              | 30 décembre 2007      | Mt. Lemmon Survey                 |
| (346226)              | 2007 YH69              | 20 décembre 2007      | Spacewatch                        |
| (346227)              | 2008 AK3               | 8 janvier 2008        | Ries, W.                          |
| (346228)              | 2008 AL6               | 10 janvier 2008       | Mt. Lemmon Survey                 |
| (346229)              | 2008 AK12              | 10 janvier 2008       | Mt. Lemmon Survey                 |
| (346230)              | 2008 AE17              | 10 janvier 2008       | Spacewatch                        |
| (346231)              | 2008 AX36              | 10 janvier 2008       | CSS                               |
| (346232)              | 2008 AF37              | 10 janvier 2008       | Spacewatch                        |
| (346233)              | 2008 AY37              | 10 janvier 2008       | Mt. Lemmon Survey                 |
| (346234)              | 2008 AZ59              | 11 janvier 2008       | CSS                               |
| (346235)              | 2008 AC118             | 13 janvier 2008       | CSS                               |
| (346236)              | 2008 BD5               | 16 janvier 2008       | Spacewatch                        |
| (346237)              | 2008 BW25              | 30 janvier 2008       | CSS                               |
| (346238)              | 2008 BT39              | 30 janvier 2008       | CSS                               |
| (346239)              | 2008 BP40              | 31 janvier 2008       | LINEAR                            |
| (346240)              | 2008 BF43              | 16 janvier 2008       | Mt. Lemmon Survey                 |
| (346241)              | 2008 BK43              | 16 janvier 2008       | Lowe, A.                          |
| (346242)              | 2008 BY49              | 31 janvier 2008       | CSS                               |
| (346243)              | 2008 CO19              | 6 février 2008        | CSS                               |
| (346244)              | 2008 CX77              | 6 février 2008        | LONEOS                            |
| (346245)              | 2008 CY115             | 10 février 2008       | Mt. Lemmon Survey                 |
| (346246)              | 2008 CX176             | 9 février 2008        | LINEAR                            |
| (346247)              | 2008 CC180             | 9 février 2008        | LONEOS                            |
| (346248)              | 2008 CW186             | 9 novembre 2007       | Mt. Lemmon Survey                 |
| (346249)              | 2008 DY4               | 27 février 2008       | LUSS                              |
| (346250)              | 2008 DP15              | 27 février 2008       | Mt. Lemmon Survey                 |
| (346251)              | 2008 DF57              | 28 février 2008       | CSS                               |
| (346252)              | 2008 DC65              | 28 février 2008       | CSS                               |
| (346253)              | 2008 DG84              | 26 février 2008       | Spacewatch                        |
| (346254)              | 2008 EY24              | 3 mars 2008           | Mt. Lemmon Survey                 |
| (346255)              | 2008 EN29              | 4 mars 2008           | Mt. Lemmon Survey                 |
| (346256)              | 2008 EP32              | 1er mars 2008         | CSS                               |
| (346257)              | 2008 ES65              | 9 mars 2008           | Mt. Lemmon Survey                 |
| (346258)              | 2008 EB71              | 6 mars 2008           | Mt. Lemmon Survey                 |
| (346259)              | 2008 ET81              | 1er mars 2008         | LINEAR                            |
| (346260)              | 2008 ER130             | 11 mars 2008          | Spacewatch                        |
| (346261) Alexandrescu | 2008 EK145             | 12 mars 2008          | EURONEAR                          |
| (346262)              | 2008 FK10              | 26 mars 2008          | Spacewatch                        |
| (346263)              | 2008 FR83              | 28 mars 2008          | Spacewatch                        |
| (346264)              | 2008 FK100             | 30 mars 2008          | Spacewatch                        |
| (346265)              | 2008 FA107             | 31 mars 2008          | Spacewatch                        |
| (346266)              | 2008 FX125             | 31 mars 2008          | Spacewatch                        |
| (346267)              | 2008 FA131             | 28 mars 2008          | Spacewatch                        |
| (346268)              | 2008 FB134             | 28 mars 2008          | Spacewatch                        |
| (346269)              | 2008 GS38              | 3 avril 2008          | Mt. Lemmon Survey                 |
| (346270)              | 2008 GR40              | 4 avril 2008          | Spacewatch                        |
| (346271)              | 2008 GZ71              | 4 mars 2008           | Mt. Lemmon Survey                 |
| (346272)              | 2008 GT74              | 7 avril 2008          | Spacewatch                        |
| (346273)              | 2008 GB82              | 8 avril 2008          | Spacewatch                        |
| (346274)              | 2008 GS99              | 28 mars 2008          | Mt. Lemmon Survey                 |
| (346275)              | 2008 GT137             | 7 avril 2008          | Spacewatch                        |
| (346276)              | 2008 GA140             | 19 mai 2005           | NEAT                              |
| (346277)              | 2008 GE140             | 6 avril 2008          | Mt. Lemmon Survey                 |
| (346278)              | 2008 GR141             | 19 mars 2007          | Mt. Lemmon Survey                 |
| (346279)              | 2008 HQ10              | 24 avril 2008         | Spacewatch                        |
| (346280)              | 2008 HU35              | 29 avril 2008         | Mt. Lemmon Survey                 |
| (346281)              | 2008 JV4               | 2 mai 2008            | CSS                               |
| (346282)              | 2008 JL26              | 12 mai 2008           | Mt. Lemmon Survey                 |
| (346283)              | 2008 JR32              | 7 mai 2008            | Spacewatch                        |
| (346284)              | 2008 JK36              | 3 mai 2008            | Mt. Lemmon Survey                 |
| (346285)              | 2008 KN19              | 28 mai 2008           | Mt. Lemmon Survey                 |
| (346286)              | 2008 KF27              | 30 mai 2008           | Spacewatch                        |
| (346287)              | 2008 LP11              | 20 novembre 2006      | Spacewatch                        |
| (346288)              | 2008 NP2               | 9 juillet 2008        | OAM                               |
| (346289)              | 2008 NY3               | 14 juillet 2008       | Astronomical Research Observatory |
| (346290)              | 2008 OF10              | 28 juillet 2008       | Hoenig, S. F., Teamo, N.          |
| (346291)              | 2008 OM20              | 29 juillet 2008       | Spacewatch                        |
| (346292)              | 2008 OG21              | 30 juillet 2008       | Spacewatch                        |
| (346293)              | 2008 PG3               | 4 août 2008           | Ory, M.                           |
| (346294)              | 2008 PH6               | 21 septembre 2001     | Spacewatch                        |
| (346295)              | 2008 PW7               | 5 août 2008           | OAM                               |
| (346296)              | 2008 PA9               | 6 août 2008           | Kugel, F.                         |
| (346297)              | 2008 PK12              | 8 août 2008           | OAM                               |
| (346298)              | 2008 PH15              | 10 août 2008          | OAM                               |
| (346299)              | 2008 PS21              | 7 août 2008           | Spacewatch                        |
| (346300)              | 2008 QK                | 20 août 2008          | Teamo, N.                         |

### 346301-346400
| Nom                 | Désignation provisoire | Date de la découverte | Découvreur               |
| ------------------- | ---------------------- | --------------------- | ------------------------ |
| (346301)            | 2008 QD2               | 24 août 2008          | OAM                      |
| (346302)            | 2008 QS3               | 25 août 2008          | Sarneczky, K.            |
| (346303)            | 2008 QZ6               | 25 août 2008          | Pises                    |
| (346304)            | 2008 QV9               | 26 août 2008          | OAM                      |
| (346305)            | 2008 QW9               | 26 août 2008          | Kugel, F.                |
| (346306)            | 2008 QF10              | 26 août 2008          | OAM                      |
| (346307)            | 2008 QK10              | 26 août 2008          | OAM                      |
| (346308)            | 2008 QA11              | 26 août 2008          | OAM                      |
| (346309)            | 2008 QK12              | 26 août 2008          | OAM                      |
| (346310)            | 2008 QS12              | 7 août 2008           | Spacewatch               |
| (346311)            | 2008 QJ13              | 27 août 2008          | OAM                      |
| (346312)            | 2008 QB14              | 21 août 2008          | Spacewatch               |
| (346313)            | 2008 QK17              | 27 août 2008          | OAM                      |
| (346314)            | 2008 QV19              | 29 août 2008          | Karge, S., Kling, R.     |
| (346315)            | 2008 QE24              | 30 août 2008          | Hug, G.                  |
| (346316)            | 2008 QM26              | 29 août 2008          | OAM                      |
| (346317)            | 2008 QC31              | 30 août 2008          | LINEAR                   |
| (346318) Elektrėnai | 2008 QX32              | 31 août 2008          | Moletai                  |
| (346319)            | 2008 QX35              | 21 août 2008          | Spacewatch               |
| (346320)            | 2008 QO39              | 24 août 2008          | Spacewatch               |
| (346321)            | 2008 QY39              | 26 août 2008          | OAM                      |
| (346322)            | 2008 QW41              | 26 août 2008          | OAM                      |
| (346323)            | 2008 QM48              | 24 août 2008          | Spacewatch               |
| (346324)            | 2008 RF                | 1er septembre 2008    | Hoenig, S. F., Teamo, N. |
| (346325)            | 2008 RN1               | 3 septembre 2008      | Hoenig, S. F., Teamo, N. |
| (346326)            | 2008 RX4               | 2 septembre 2008      | Spacewatch               |
| (346327)            | 2008 RM5               | 2 septembre 2008      | Spacewatch               |
| (346328)            | 2008 RD15              | 24 août 2008          | Spacewatch               |
| (346329)            | 2008 RZ18              | 15 août 2004          | CINEOS                   |
| (346330)            | 2008 RZ21              | 3 septembre 2008      | OAM                      |
| (346331)            | 2008 RG27              | 8 septembre 2008      | Kugel, F.                |
| (346332)            | 2008 RW29              | 2 septembre 2008      | Spacewatch               |
| (346333)            | 2008 RK31              | 2 septembre 2008      | Spacewatch               |
| (346334)            | 2008 RT39              | 2 septembre 2008      | Spacewatch               |
| (346335)            | 2008 RS41              | 2 septembre 2008      | Spacewatch               |
| (346336)            | 2008 RO44              | 2 septembre 2008      | Spacewatch               |
| (346337)            | 2008 RK48              | 3 septembre 2008      | OAM                      |
| (346338)            | 2008 RM50              | 3 septembre 2008      | Spacewatch               |
| (346339)            | 2008 RE58              | 3 septembre 2008      | Spacewatch               |
| (346340)            | 2008 RP68              | 4 septembre 2008      | Spacewatch               |
| (346341)            | 2008 RE69              | 4 septembre 2008      | Spacewatch               |
| (346342)            | 2008 RA72              | 6 septembre 2008      | CSS                      |
| (346343)            | 2008 RJ77              | 6 septembre 2008      | CSS                      |
| (346344)            | 2008 RA81              | 3 septembre 2008      | Spacewatch               |
| (346345)            | 2008 RB86              | 5 septembre 2008      | Spacewatch               |
| (346346)            | 2008 RD98              | 7 septembre 2008      | Mt. Lemmon Survey        |
| (346347)            | 2008 RA110             | 3 septembre 2008      | Spacewatch               |
| (346348)            | 2008 RY111             | 4 septembre 2008      | Spacewatch               |
| (346349)            | 2008 RN114             | 6 septembre 2008      | Mt. Lemmon Survey        |
| (346350)            | 2008 RX114             | 6 septembre 2008      | Mt. Lemmon Survey        |
| (346351)            | 2008 RB118             | 9 septembre 2008      | Mt. Lemmon Survey        |
| (346352)            | 2008 RM118             | 9 septembre 2008      | Mt. Lemmon Survey        |
| (346353)            | 2008 RU120             | 9 septembre 2008      | Mt. Lemmon Survey        |
| (346354)            | 2008 RO129             | 9 septembre 2008      | Mt. Lemmon Survey        |
| (346355)            | 2008 RH130             | 9 septembre 2008      | Mt. Lemmon Survey        |
| (346356)            | 2008 RM133             | 6 septembre 2008      | CSS                      |
| (346357)            | 2008 RR137             | 5 septembre 2008      | Spacewatch               |
| (346358)            | 2008 RV138             | 6 septembre 2008      | CSS                      |
| (346359)            | 2008 RW138             | 6 septembre 2008      | CSS                      |
| (346360)            | 2008 RF139             | 7 septembre 2008      | Mt. Lemmon Survey        |
| (346361)            | 2008 RP140             | 9 septembre 2008      | Mt. Lemmon Survey        |
| (346362)            | 2008 RS141             | 7 septembre 2008      | Mt. Lemmon Survey        |
| (346363)            | 2008 ST2               | 23 septembre 2008     | Tozzi, F.                |
| (346364)            | 2008 SZ3               | 22 septembre 2008     | LINEAR                   |
| (346365)            | 2008 SR6               | 22 septembre 2008     | LINEAR                   |
| (346366)            | 2008 SW6               | 22 septembre 2008     | LINEAR                   |
| (346367)            | 2008 SF18              | 19 septembre 2008     | Spacewatch               |
| (346368)            | 2008 SG18              | 19 septembre 2008     | Spacewatch               |
| (346369)            | 2008 SQ18              | 29 novembre 1997      | Spacewatch               |
| (346370)            | 2008 SE27              | 19 septembre 2008     | Spacewatch               |
| (346371)            | 2008 SO29              | 19 septembre 2008     | Spacewatch               |
| (346372)            | 2008 SW33              | 10 octobre 1993       | Spacewatch               |
| (346373)            | 2008 SA39              | 20 septembre 2008     | Spacewatch               |
| (346374)            | 2008 SZ39              | 20 septembre 2008     | Spacewatch               |
| (346375)            | 2008 SH46              | 20 septembre 2008     | Spacewatch               |
| (346376)            | 2008 SL46              | 20 septembre 2008     | Spacewatch               |
| (346377)            | 2008 SM46              | 20 septembre 2008     | Spacewatch               |
| (346378)            | 2008 SB47              | 20 septembre 2008     | Spacewatch               |
| (346379)            | 2008 SQ48              | 20 septembre 2008     | Mt. Lemmon Survey        |
| (346380)            | 2008 SC53              | 20 septembre 2008     | Mt. Lemmon Survey        |
| (346381)            | 2008 SD54              | 20 septembre 2008     | Mt. Lemmon Survey        |
| (346382)            | 2008 SN56              | 20 septembre 2008     | Mt. Lemmon Survey        |
| (346383)            | 2008 SO56              | 20 septembre 2008     | Mt. Lemmon Survey        |
| (346384)            | 2008 SW60              | 20 septembre 2008     | CSS                      |
| (346385)            | 2008 SW62              | 21 septembre 2008     | Spacewatch               |
| (346386)            | 2008 SM64              | 21 septembre 2008     | CSS                      |
| (346387)            | 2008 SO64              | 21 septembre 2008     | CSS                      |
| (346388)            | 2008 SS71              | 22 septembre 2008     | Tucker, R. A.            |
| (346389)            | 2008 SF76              | 24 août 2008          | Spacewatch               |
| (346390)            | 2008 SZ77              | 3 septembre 2008      | Spacewatch               |
| (346391)            | 2008 SV84              | 28 septembre 2008     | Young, J. W.             |
| (346392)            | 2008 SK87              | 20 septembre 2008     | CSS                      |
| (346393)            | 2008 SQ87              | 20 septembre 2008     | CSS                      |
| (346394)            | 2008 SL100             | 21 septembre 2008     | Spacewatch               |
| (346395)            | 2008 SE101             | 21 septembre 2008     | Spacewatch               |
| (346396)            | 2008 SY106             | 21 septembre 2008     | Spacewatch               |
| (346397)            | 2008 SC116             | 22 septembre 2008     | Spacewatch               |
| (346398)            | 2008 SB120             | 22 septembre 2008     | Mt. Lemmon Survey        |
| (346399)            | 2008 SO120             | 22 septembre 2008     | Mt. Lemmon Survey        |
| (346400)            | 2008 SA129             | 22 septembre 2008     | Spacewatch               |

### 346401-346500
| Nom      | Désignation provisoire | Date de la découverte | Découvreur                        |
| -------- | ---------------------- | --------------------- | --------------------------------- |
| (346401) | 2008 SC137             | 23 septembre 2008     | Mt. Lemmon Survey                 |
| (346402) | 2008 SF148             | 25 septembre 2008     | Bickel, W.                        |
| (346403) | 2008 SL149             | 24 septembre 2008     | Bickel, W.                        |
| (346404) | 2008 SB152             | 26 septembre 2008     | BATTeRS                           |
| (346405) | 2008 SU152             | 22 septembre 2008     | LINEAR                            |
| (346406) | 2008 SO154             | 19 septembre 2008     | Spacewatch                        |
| (346407) | 2008 SE156             | 23 septembre 2008     | LINEAR                            |
| (346408) | 2008 SF156             | 23 septembre 2008     | LINEAR                            |
| (346409) | 2008 SG156             | 23 septembre 2008     | LINEAR                            |
| (346410) | 2008 SM159             | 24 septembre 2008     | LINEAR                            |
| (346411) | 2008 SP164             | 28 septembre 2008     | LINEAR                            |
| (346412) | 2008 SW164             | 28 septembre 2008     | LINEAR                            |
| (346413) | 2008 SK166             | 28 septembre 2008     | LINEAR                            |
| (346414) | 2008 SP178             | 23 septembre 2008     | Siding Spring Survey              |
| (346415) | 2008 SZ180             | 24 septembre 2008     | Spacewatch                        |
| (346416) | 2008 SH182             | 24 septembre 2008     | Spacewatch                        |
| (346417) | 2008 SJ182             | 14 janvier 2002       | Spacewatch                        |
| (346418) | 2008 SW183             | 24 septembre 2008     | Spacewatch                        |
| (346419) | 2008 SC192             | 25 septembre 2008     | Spacewatch                        |
| (346420) | 2008 SK193             | 25 septembre 2008     | Spacewatch                        |
| (346421) | 2008 SO193             | 25 septembre 2008     | Spacewatch                        |
| (346422) | 2008 SP196             | 25 septembre 2008     | Spacewatch                        |
| (346423) | 2008 ST197             | 25 septembre 2008     | Spacewatch                        |
| (346424) | 2008 SB205             | 26 septembre 2008     | Spacewatch                        |
| (346425) | 2008 SF206             | 26 septembre 2008     | Spacewatch                        |
| (346426) | 2008 SF219             | 30 septembre 2008     | OAM                               |
| (346427) | 2008 SL224             | 26 septembre 2008     | Spacewatch                        |
| (346428) | 2008 ST235             | 28 septembre 2008     | Mt. Lemmon Survey                 |
| (346429) | 2008 SM238             | 29 septembre 2008     | Spacewatch                        |
| (346430) | 2008 SE242             | 10 septembre 2008     | Spacewatch                        |
| (346431) | 2008 SJ242             | 29 septembre 2008     | Spacewatch                        |
| (346432) | 2008 SA248             | 20 septembre 2008     | Spacewatch                        |
| (346433) | 2008 SY248             | 3 juin 2003           | Spacewatch                        |
| (346434) | 2008 SK253             | 21 septembre 2008     | Spacewatch                        |
| (346435) | 2008 SZ254             | 23 septembre 2008     | Mt. Lemmon Survey                 |
| (346436) | 2008 SU258             | 22 septembre 2008     | CSS                               |
| (346437) | 2008 SZ265             | 29 septembre 2008     | Spacewatch                        |
| (346438) | 2008 SX267             | 23 septembre 2008     | Spacewatch                        |
| (346439) | 2008 SC282             | 25 septembre 2008     | Mt. Lemmon Survey                 |
| (346440) | 2008 SJ302             | 23 septembre 2008     | CSS                               |
| (346441) | 2008 SH308             | 30 septembre 2008     | Mt. Lemmon Survey                 |
| (346442) | 2008 TO2               | 4 octobre 2008        | CSS                               |
| (346443) | 2008 TP7               | 3 octobre 2008        | OAM                               |
| (346444) | 2008 TD8               | 4 octobre 2008        | OAM                               |
| (346445) | 2008 TW15              | 2 septembre 2008      | Spacewatch                        |
| (346446) | 2008 TL19              | 1er octobre 2008      | Mt. Lemmon Survey                 |
| (346447) | 2008 TM20              | 22 septembre 2008     | Mt. Lemmon Survey                 |
| (346448) | 2008 TL21              | 1er octobre 2008      | Mt. Lemmon Survey                 |
| (346449) | 2008 TF22              | 1er octobre 2008      | Mt. Lemmon Survey                 |
| (346450) | 2008 TQ23              | 25 avril 2007         | Mt. Lemmon Survey                 |
| (346451) | 2008 TY26              | 10 octobre 2008       | Mt. Lemmon Survey                 |
| (346452) | 2008 TW39              | 1er octobre 2008      | Spacewatch                        |
| (346453) | 2008 TJ47              | 1er octobre 2008      | Spacewatch                        |
| (346454) | 2008 TE50              | 2 octobre 2008        | Spacewatch                        |
| (346455) | 2008 TE60              | 2 octobre 2008        | Spacewatch                        |
| (346456) | 2008 TF66              | 2 octobre 2008        | Spacewatch                        |
| (346457) | 2008 TR72              | 2 octobre 2008        | Spacewatch                        |
| (346458) | 2008 TB78              | 2 octobre 2008        | Mt. Lemmon Survey                 |
| (346459) | 2008 TR84              | 3 octobre 2008        | Spacewatch                        |
| (346460) | 2008 TZ84              | 3 octobre 2008        | Spacewatch                        |
| (346461) | 2008 TK86              | 3 octobre 2008        | Mt. Lemmon Survey                 |
| (346462) | 2008 TZ90              | 3 octobre 2008        | Spacewatch                        |
| (346463) | 2008 TB94              | 5 octobre 2008        | OAM                               |
| (346464) | 2008 TC116             | 6 octobre 2008        | CSS                               |
| (346465) | 2008 TN120             | 7 octobre 2008        | Mt. Lemmon Survey                 |
| (346466) | 2008 TZ120             | 7 octobre 2008        | Spacewatch                        |
| (346467) | 2008 TG131             | 8 octobre 2008        | Mt. Lemmon Survey                 |
| (346468) | 2008 TF134             | 8 octobre 2008        | Mt. Lemmon Survey                 |
| (346469) | 2008 TR151             | 9 octobre 2008        | Mt. Lemmon Survey                 |
| (346470) | 2008 TW158             | 10 octobre 2008       | Spacewatch                        |
| (346471) | 2008 TA160             | 1er octobre 2008      | Astronomical Research Observatory |
| (346472) | 2008 TH165             | 2 octobre 2008        | Spacewatch                        |
| (346473) | 2008 TH168             | 1er octobre 2008      | CSS                               |
| (346474) | 2008 TK180             | 2 octobre 2008        | CSS                               |
| (346475) | 2008 TM182             | 1er octobre 2008      | Spacewatch                        |
| (346476) | 2008 TJ183             | 2 octobre 2008        | LINEAR                            |
| (346477) | 2008 TO185             | 6 octobre 2008        | Mt. Lemmon Survey                 |
| (346478) | 2008 TN186             | 7 octobre 2008        | Mt. Lemmon Survey                 |
| (346479) | 2008 UG                | 17 octobre 2008       | Siding Spring Survey              |
| (346480) | 2008 UK1               | 20 octobre 2008       | Tucker, R. A.                     |
| (346481) | 2008 UN5               | 25 octobre 2008       | CSS                               |
| (346482) | 2008 UZ10              | 17 octobre 2008       | Spacewatch                        |
| (346483) | 2008 UX29              | 20 octobre 2008       | Spacewatch                        |
| (346484) | 2008 UH32              | 20 octobre 2008       | Spacewatch                        |
| (346485) | 2008 UY38              | 20 octobre 2008       | Spacewatch                        |
| (346486) | 2008 UE40              | 22 septembre 2008     | Mt. Lemmon Survey                 |
| (346487) | 2008 UJ47              | 20 octobre 2008       | Spacewatch                        |
| (346488) | 2008 UB48              | 20 octobre 2008       | Mt. Lemmon Survey                 |
| (346489) | 2008 UN52              | 20 octobre 2008       | Spacewatch                        |
| (346490) | 2008 UD60              | 21 octobre 2008       | Spacewatch                        |
| (346491) | 2008 UA62              | 21 octobre 2008       | Spacewatch                        |
| (346492) | 2008 UJ67              | 24 février 2006       | Mt. Lemmon Survey                 |
| (346493) | 2008 UK71              | 21 octobre 2008       | Mt. Lemmon Survey                 |
| (346494) | 2008 UH74              | 21 octobre 2008       | Spacewatch                        |
| (346495) | 2008 UL75              | 21 octobre 2008       | Spacewatch                        |
| (346496) | 2008 UW75              | 21 octobre 2008       | Spacewatch                        |
| (346497) | 2008 UO76              | 21 octobre 2008       | Spacewatch                        |
| (346498) | 2008 US78              | 22 octobre 2008       | Spacewatch                        |
| (346499) | 2008 UF86              | 23 octobre 2008       | Spacewatch                        |
| (346500) | 2008 UV86              | 23 octobre 2008       | Mt. Lemmon Survey                 |

### 346501-346600
| Nom      | Désignation provisoire | Date de la découverte | Découvreur        |
| -------- | ---------------------- | --------------------- | ----------------- |
| (346501) | 2008 UL94              | 26 octobre 2008       | LINEAR            |
| (346502) | 2008 UH95              | 28 octobre 2008       | Birtwhistle, P.   |
| (346503) | 2008 UO102             | 24 mars 2006          | Mt. Lemmon Survey |
| (346504) | 2008 UT105             | 21 octobre 2008       | Spacewatch        |
| (346505) | 2008 UC125             | 22 octobre 2008       | Spacewatch        |
| (346506) | 2008 UR126             | 22 octobre 2008       | Spacewatch        |
| (346507) | 2008 UZ127             | 22 octobre 2008       | Spacewatch        |
| (346508) | 2008 UA131             | 23 octobre 2008       | Spacewatch        |
| (346509) | 2008 UZ131             | 23 octobre 2008       | Spacewatch        |
| (346510) | 2008 UJ132             | 23 octobre 2008       | Spacewatch        |
| (346511) | 2008 UK136             | 23 octobre 2008       | Spacewatch        |
| (346512) | 2008 UM142             | 23 octobre 2008       | Spacewatch        |
| (346513) | 2008 UL143             | 23 octobre 2008       | Spacewatch        |
| (346514) | 2008 UD149             | 23 octobre 2008       | Spacewatch        |
| (346515) | 2008 UM157             | 23 octobre 2008       | Spacewatch        |
| (346516) | 2008 UR158             | 23 octobre 2008       | Spacewatch        |
| (346517) | 2008 UQ160             | 23 octobre 2008       | Spacewatch        |
| (346518) | 2008 US162             | 24 octobre 2008       | Spacewatch        |
| (346519) | 2008 UT166             | 24 octobre 2008       | Spacewatch        |
| (346520) | 2008 UC169             | 24 octobre 2008       | Spacewatch        |
| (346521) | 2008 UP181             | 24 octobre 2008       | Mt. Lemmon Survey |
| (346522) | 2008 UA185             | 24 octobre 2008       | Spacewatch        |
| (346523) | 2008 UM185             | 24 octobre 2008       | Spacewatch        |
| (346524) | 2008 UB186             | 24 octobre 2008       | Mt. Lemmon Survey |
| (346525) | 2008 UR186             | 24 octobre 2008       | Spacewatch        |
| (346526) | 2008 UA187             | 24 octobre 2008       | Spacewatch        |
| (346527) | 2008 UV196             | 27 octobre 2008       | Mt. Lemmon Survey |
| (346528) | 2008 UM201             | 28 octobre 2008       | LINEAR            |
| (346529) | 2008 UX204             | 25 octobre 2008       | CSS               |
| (346530) | 2008 UT223             | 25 octobre 2008       | CSS               |
| (346531) | 2008 UM225             | 25 octobre 2008       | Spacewatch        |
| (346532) | 2008 UH228             | 25 octobre 2008       | Spacewatch        |
| (346533) | 2008 UY239             | 26 octobre 2008       | Spacewatch        |
| (346534) | 2008 UE245             | 26 octobre 2008       | Spacewatch        |
| (346535) | 2008 UW247             | 26 octobre 2008       | Spacewatch        |
| (346536) | 2008 UO260             | 27 octobre 2008       | Mt. Lemmon Survey |
| (346537) | 2008 UD271             | 21 septembre 2008     | Mt. Lemmon Survey |
| (346538) | 2008 UJ273             | 17 novembre 2004      | CINEOS            |
| (346539) | 2008 UR277             | 28 octobre 2008       | Mt. Lemmon Survey |
| (346540) | 2008 UK282             | 28 octobre 2008       | Spacewatch        |
| (346541) | 2008 UW284             | 28 octobre 2008       | Mt. Lemmon Survey |
| (346542) | 2008 UP288             | 28 octobre 2008       | Mt. Lemmon Survey |
| (346543) | 2008 UX289             | 28 octobre 2008       | Spacewatch        |
| (346544) | 2008 UE300             | 29 octobre 2008       | Spacewatch        |
| (346545) | 2008 UL302             | 29 octobre 2008       | Spacewatch        |
| (346546) | 2008 UM303             | 29 octobre 2008       | Spacewatch        |
| (346547) | 2008 UB304             | 29 octobre 2008       | Mt. Lemmon Survey |
| (346548) | 2008 UQ304             | 29 octobre 2008       | Spacewatch        |
| (346549) | 2008 UV314             | 30 octobre 2008       | Mt. Lemmon Survey |
| (346550) | 2008 UQ324             | 31 octobre 2008       | Spacewatch        |
| (346551) | 2008 UJ325             | 31 octobre 2008       | Spacewatch        |
| (346552) | 2008 UA327             | 31 octobre 2008       | Mt. Lemmon Survey |
| (346553) | 2008 UL328             | 24 octobre 2008       | CSS               |
| (346554) | 2008 UK338             | 21 octobre 2008       | Spacewatch        |
| (346555) | 2008 UV340             | 24 octobre 2008       | Spacewatch        |
| (346556) | 2008 UW340             | 24 octobre 2008       | CSS               |
| (346557) | 2008 UM346             | 31 octobre 2008       | Mt. Lemmon Survey |
| (346558) | 2008 UZ353             | 21 octobre 2008       | Mt. Lemmon Survey |
| (346559) | 2008 UM354             | 27 octobre 2008       | Mt. Lemmon Survey |
| (346560) | 2008 UP355             | 25 octobre 2008       | Mt. Lemmon Survey |
| (346561) | 2008 UH357             | 24 octobre 2008       | Spacewatch        |
| (346562) | 2008 UX365             | 24 octobre 2008       | CSS               |
| (346563) | 2008 UO368             | 24 octobre 2008       | Mt. Lemmon Survey |
| (346564) | 2008 UY368             | 26 octobre 2008       | Mt. Lemmon Survey |
| (346565) | 2008 VF1               | 1er novembre 2008     | LINEAR            |
| (346566) | 2008 VF9               | 2 novembre 2008       | Mt. Lemmon Survey |
| (346567) | 2008 VH15              | 30 juillet 2008       | Mt. Lemmon Survey |
| (346568) | 2008 VZ17              | 1er novembre 2008     | Spacewatch        |
| (346569) | 2008 VF19              | 1er novembre 2008     | Spacewatch        |
| (346570) | 2008 VB23              | 1er novembre 2008     | Mt. Lemmon Survey |
| (346571) | 2008 VX25              | 2 novembre 2008       | Spacewatch        |
| (346572) | 2008 VT34              | 2 novembre 2008       | Mt. Lemmon Survey |
| (346573) | 2008 VG47              | 3 novembre 2008       | Spacewatch        |
| (346574) | 2008 VR47              | 3 novembre 2008       | Mt. Lemmon Survey |
| (346575) | 2008 VD48              | 29 septembre 2008     | Mt. Lemmon Survey |
| (346576) | 2008 VJ51              | 7 septembre 2008      | Mt. Lemmon Survey |
| (346577) | 2008 VJ57              | 22 septembre 2008     | Mt. Lemmon Survey |
| (346578) | 2008 VK59              | 7 novembre 2008       | CSS               |
| (346579) | 2008 VJ60              | 7 novembre 2008       | Mt. Lemmon Survey |
| (346580) | 2008 VA65              | 1er novembre 2008     | Spacewatch        |
| (346581) | 2008 VQ65              | 9 novembre 2008       | Spacewatch        |
| (346582) | 2008 VO68              | 2 novembre 2008       | Mt. Lemmon Survey |
| (346583) | 2008 VP68              | 8 novembre 2008       | Mt. Lemmon Survey |
| (346584) | 2008 VB74              | 7 novembre 2008       | Mt. Lemmon Survey |
| (346585) | 2008 VH76              | 1er novembre 2008     | Mt. Lemmon Survey |
| (346586) | 2008 VU76              | 1er novembre 2008     | Spacewatch        |
| (346587) | 2008 VG78              | 7 novembre 2008       | Mt. Lemmon Survey |
| (346588) | 2008 VM78              | 7 novembre 2008       | Mt. Lemmon Survey |
| (346589) | 2008 VC79              | 9 novembre 2008       | Mt. Lemmon Survey |
| (346590) | 2008 VM79              | 7 novembre 2008       | Mt. Lemmon Survey |
| (346591) | 2008 VW79              | 6 novembre 2008       | LINEAR            |
| (346592) | 2008 VE80              | 2 novembre 2008       | Mt. Lemmon Survey |
| (346593) | 2008 WJ1               | 17 novembre 2008      | Spacewatch        |
| (346594) | 2008 WD8               | 17 novembre 2008      | Spacewatch        |
| (346595) | 2008 WH8               | 17 novembre 2008      | Spacewatch        |
| (346596) | 2008 WC9               | 17 novembre 2008      | Spacewatch        |
| (346597) | 2008 WU15              | 17 novembre 2008      | Spacewatch        |
| (346598) | 2008 WZ21              | 18 novembre 2008      | OAM               |
| (346599) | 2008 WW24              | 18 novembre 2008      | CSS               |
| (346600) | 2008 WX24              | 18 novembre 2008      | CSS               |

### 346601-346700
| Nom      | Désignation provisoire | Date de la découverte | Découvreur             |
| -------- | ---------------------- | --------------------- | ---------------------- |
| (346601) | 2008 WE32              | 19 novembre 2008      | Mt. Lemmon Survey      |
| (346602) | 2008 WO32              | 1er novembre 2008     | Mt. Lemmon Survey      |
| (346603) | 2008 WH35              | 17 novembre 2008      | Spacewatch             |
| (346604) | 2008 WY42              | 17 novembre 2008      | Spacewatch             |
| (346605) | 2008 WR46              | 17 novembre 2008      | Spacewatch             |
| (346606) | 2008 WR58              | 30 septembre 2008     | Mt. Lemmon Survey      |
| (346607) | 2008 WG60              | 21 novembre 2008      | LINEAR                 |
| (346608) | 2008 WC63              | 20 novembre 2008      | LINEAR                 |
| (346609) | 2008 WD64              | 18 novembre 2008      | CSS                    |
| (346610) | 2008 WN68              | 18 novembre 2008      | Spacewatch             |
| (346611) | 2008 WD73              | 19 novembre 2008      | Mt. Lemmon Survey      |
| (346612) | 2008 WF75              | 20 novembre 2008      | Spacewatch             |
| (346613) | 2008 WB81              | 20 novembre 2008      | Spacewatch             |
| (346614) | 2008 WG84              | 20 novembre 2008      | Spacewatch             |
| (346615) | 2008 WQ84              | 20 novembre 2008      | Spacewatch             |
| (346616) | 2008 WG90              | 22 novembre 2008      | Spacewatch             |
| (346617) | 2008 WK90              | 22 novembre 2008      | Mt. Lemmon Survey      |
| (346618) | 2008 WH92              | 7 novembre 2008       | Charleston             |
| (346619) | 2008 WA93              | 26 novembre 2008      | OAM                    |
| (346620) | 2008 WE95              | 21 novembre 2008      | Cerro Burek            |
| (346621) | 2008 WM95              | 23 novembre 2008      | LINEAR                 |
| (346622) | 2008 WS99              | 24 novembre 2008      | Mt. Lemmon Survey      |
| (346623) | 2008 WU100             | 24 novembre 2008      | Mt. Lemmon Survey      |
| (346624) | 2008 WS109             | 30 novembre 2008      | Spacewatch             |
| (346625) | 2008 WK112             | 30 novembre 2008      | Spacewatch             |
| (346626) | 2008 WJ113             | 30 novembre 2008      | Spacewatch             |
| (346627) | 2008 WC124             | 19 novembre 2008      | Mt. Lemmon Survey      |
| (346628) | 2008 WD125             | 24 novembre 2008      | Spacewatch             |
| (346629) | 2008 WO128             | 24 novembre 2008      | Spacewatch             |
| (346630) | 2008 WC132             | 9 décembre 2004       | Spacewatch             |
| (346631) | 2008 WK133             | 19 novembre 2008      | Spacewatch             |
| (346632) | 2008 WX135             | 19 novembre 2008      | Spacewatch             |
| (346633) | 2008 WD136             | 19 novembre 2008      | Spacewatch             |
| (346634) | 2008 WW137             | 24 novembre 2008      | Spacewatch             |
| (346635) | 2008 WS138             | 19 novembre 2008      | Spacewatch             |
| (346636) | 2008 WW139             | 30 novembre 2008      | Spacewatch             |
| (346637) | 2008 WZ140             | 19 novembre 2008      | Mt. Lemmon Survey      |
| (346638) | 2008 XH3               | 6 décembre 2008       | BATTeRS                |
| (346639) | 2008 XN4               | 7 octobre 2008        | LINEAR                 |
| (346640) | 2008 XR8               | 1er décembre 2008     | Mt. Lemmon Survey      |
| (346641) | 2008 XD12              | 2 décembre 2008       | Mt. Lemmon Survey      |
| (346642) | 2008 XQ14              | 24 septembre 2008     | Mt. Lemmon Survey      |
| (346643) | 2008 XV14              | 1er décembre 2008     | Spacewatch             |
| (346644) | 2008 XC22              | 1er décembre 2008     | Mt. Lemmon Survey      |
| (346645) | 2008 XS29              | 1er décembre 2008     | Spacewatch             |
| (346646) | 2008 XN35              | 2 décembre 2008       | Spacewatch             |
| (346647) | 2008 XD40              | 22 novembre 2008      | Spacewatch             |
| (346648) | 2008 XQ45              | 4 décembre 2008       | Hug, G.                |
| (346649) | 2008 XU49              | 7 décembre 2008       | Mt. Lemmon Survey      |
| (346650) | 2008 XR51              | 1er décembre 2008     | Spacewatch             |
| (346651) | 2008 XO54              | 2 décembre 2008       | LINEAR                 |
| (346652) | 2008 XA55              | 6 décembre 2008       | LINEAR                 |
| (346653) | 2008 XC55              | 6 décembre 2008       | Spacewatch             |
| (346654) | 2008 YT                | 19 décembre 2008      | Hormuth, F.            |
| (346655) | 2008 YD1               | 16 janvier 2005       | LINEAR                 |
| (346656) | 2008 YH1               | 28 septembre 2003     | Spacewatch             |
| (346657) | 2008 YW2               | 22 décembre 2008      | Lowe, A.               |
| (346658) | 2008 YA7               | 23 décembre 2008      | Kugel, F.              |
| (346659) | 2008 YZ7               | 22 décembre 2008      | OAM                    |
| (346660) | 2008 YT11              | 21 décembre 2008      | CSS                    |
| (346661) | 2008 YW13              | 20 décembre 2008      | Mt. Lemmon Survey      |
| (346662) | 2008 YG14              | 20 décembre 2008      | LUSS                   |
| (346663) | 2008 YH17              | 21 décembre 2008      | Mt. Lemmon Survey      |
| (346664) | 2008 YN18              | 21 décembre 2008      | Spacewatch             |
| (346665) | 2008 YH21              | 21 décembre 2008      | Mt. Lemmon Survey      |
| (346666) | 2008 YK22              | 21 décembre 2008      | Mt. Lemmon Survey      |
| (346667) | 2008 YS25              | 25 mai 2007           | Mt. Lemmon Survey      |
| (346668) | 2008 YP26              | 24 décembre 2008      | Kugel, F.              |
| (346669) | 2008 YE27              | 22 décembre 2008      | LINEAR                 |
| (346670) | 2008 YF27              | 22 décembre 2008      | LINEAR                 |
| (346671) | 2008 YH28              | 29 décembre 2008      | Lowe, A.               |
| (346672) | 2008 YL29              | 27 décembre 2008      | BATTeRS                |
| (346673) | 2008 YO32              | 30 décembre 2008      | PMO NEO Survey Program |
| (346674) | 2008 YN33              | 29 décembre 2008      | Kugel, F.              |
| (346675) | 2008 YM34              | 31 décembre 2008      | Bickel, W.             |
| (346676) | 2008 YT34              | 27 décembre 2008      | Bickel, W.             |
| (346677) | 2008 YK36              | 22 décembre 2008      | Spacewatch             |
| (346678) | 2008 YS38              | 29 décembre 2008      | CSS                    |
| (346679) | 2008 YN39              | 29 décembre 2008      | Mt. Lemmon Survey      |
| (346680) | 2008 YV40              | 30 décembre 2008      | Spacewatch             |
| (346681) | 2008 YG50              | 29 décembre 2008      | Mt. Lemmon Survey      |
| (346682) | 2008 YR63              | 30 décembre 2008      | Mt. Lemmon Survey      |
| (346683) | 2008 YL78              | 30 décembre 2008      | Mt. Lemmon Survey      |
| (346684) | 2008 YU78              | 30 décembre 2008      | Mt. Lemmon Survey      |
| (346685) | 2008 YF82              | 24 août 2007          | Spacewatch             |
| (346686) | 2008 YJ83              | 31 décembre 2008      | Spacewatch             |
| (346687) | 2008 YY84              | 27 décembre 2008      | Bickel, W.             |
| (346688) | 2008 YJ109             | 29 décembre 2008      | Spacewatch             |
| (346689) | 2008 YT110             | 31 décembre 2008      | Spacewatch             |
| (346690) | 2008 YE113             | 31 décembre 2008      | CSS                    |
| (346691) | 2008 YA114             | 29 décembre 2008      | Spacewatch             |
| (346692) | 2008 YU120             | 30 décembre 2008      | Spacewatch             |
| (346693) | 2008 YH121             | 30 décembre 2008      | Spacewatch             |
| (346694) | 2008 YZ121             | 30 décembre 2008      | Mt. Lemmon Survey      |
| (346695) | 2008 YC123             | 30 décembre 2008      | Spacewatch             |
| (346696) | 2008 YG123             | 30 décembre 2008      | Spacewatch             |
| (346697) | 2008 YG124             | 30 décembre 2008      | Spacewatch             |
| (346698) | 2008 YN134             | 30 décembre 2008      | Spacewatch             |
| (346699) | 2008 YO138             | 30 décembre 2008      | Spacewatch             |
| (346700) | 2008 YT138             | 30 décembre 2008      | Mt. Lemmon Survey      |

### 346701-346800
| Nom                   | Désignation provisoire | Date de la découverte | Découvreur             |
| --------------------- | ---------------------- | --------------------- | ---------------------- |
| (346701)              | 2008 YM144             | 30 décembre 2008      | Spacewatch             |
| (346702)              | 2008 YB151             | 22 décembre 2008      | Mt. Lemmon Survey      |
| (346703)              | 2008 YE155             | 22 décembre 2008      | Spacewatch             |
| (346704)              | 2008 YD156             | 29 décembre 2008      | Mt. Lemmon Survey      |
| (346705)              | 2008 YA159             | 30 décembre 2008      | Mt. Lemmon Survey      |
| (346706)              | 2008 YO159             | 31 décembre 2008      | Spacewatch             |
| (346707)              | 2008 YU159             | 22 décembre 2008      | CSS                    |
| (346708)              | 2008 YT162             | 22 décembre 2008      | Spacewatch             |
| (346709)              | 2008 YL165             | 22 décembre 2008      | Mt. Lemmon Survey      |
| (346710)              | 2008 YZ166             | 19 décembre 2008      | LINEAR                 |
| (346711)              | 2008 YB167             | 20 décembre 2008      | LINEAR                 |
| (346712)              | 2008 YC169             | 22 décembre 2008      | Spacewatch             |
| (346713)              | 2008 YK169             | 29 décembre 2008      | Mt. Lemmon Survey      |
| (346714)              | 2008 YU169             | 31 décembre 2008      | Mt. Lemmon Survey      |
| (346715)              | 2008 YN172             | 29 décembre 2008      | CSS                    |
| (346716)              | 2009 AW                | 2 janvier 2009        | Lowe, A.               |
| (346717)              | 2009 AB1               | 1er janvier 2009      | Kugel, F.              |
| (346718)              | 2009 AL6               | 1er janvier 2009      | Spacewatch             |
| (346719)              | 2009 AO12              | 2 janvier 2009        | Mt. Lemmon Survey      |
| (346720)              | 2009 AX14              | 2 janvier 2009        | Mt. Lemmon Survey      |
| (346721) Panchengdong | 2009 AP15              | 14 janvier 2009       | Shandong University    |
| (346722)              | 2009 AH17              | 1er janvier 2009      | Spacewatch             |
| (346723)              | 2009 AJ17              | 1er janvier 2009      | Spacewatch             |
| (346724)              | 2009 AT18              | 2 janvier 2009        | Spacewatch             |
| (346725)              | 2009 AU21              | 3 janvier 2009        | Spacewatch             |
| (346726)              | 2009 AN22              | 11 septembre 2007     | Mt. Lemmon Survey      |
| (346727)              | 2009 AU23              | 3 janvier 2009        | Spacewatch             |
| (346728)              | 2009 AZ25              | 2 janvier 2009        | Spacewatch             |
| (346729)              | 2009 AK26              | 2 janvier 2009        | Spacewatch             |
| (346730)              | 2009 AA27              | 2 janvier 2009        | Spacewatch             |
| (346731)              | 2009 AY30              | 15 janvier 2009       | Spacewatch             |
| (346732)              | 2009 AX33              | 15 janvier 2009       | Spacewatch             |
| (346733)              | 2009 AH46              | 8 janvier 2009        | Spacewatch             |
| (346734)              | 2009 AM49              | 1er janvier 2009      | Spacewatch             |
| (346735)              | 2009 AV50              | 15 janvier 2009       | Spacewatch             |
| (346736)              | 2009 BQ3               | 31 octobre 2002       | NEAT                   |
| (346737)              | 2009 BX3               | 18 janvier 2009       | LINEAR                 |
| (346738)              | 2009 BA4               | 18 janvier 2009       | LINEAR                 |
| (346739)              | 2009 BE5               | 17 janvier 2009       | Kugel, F.              |
| (346740)              | 2009 BX5               | 18 janvier 2009       | Hug, G.                |
| (346741)              | 2009 BP7               | 18 janvier 2009       | LINEAR                 |
| (346742)              | 2009 BL8               | 17 janvier 2009       | LINEAR                 |
| (346743)              | 2009 BJ12              | 25 janvier 2009       | Gierlinger, R.         |
| (346744)              | 2009 BS14              | 16 janvier 2009       | Spacewatch             |
| (346745)              | 2009 BD15              | 16 janvier 2009       | Spacewatch             |
| (346746)              | 2009 BG16              | 16 janvier 2009       | Mt. Lemmon Survey      |
| (346747)              | 2009 BX16              | 16 janvier 2009       | Spacewatch             |
| (346748)              | 2009 BF17              | 13 septembre 2007     | Mt. Lemmon Survey      |
| (346749)              | 2009 BX18              | 16 janvier 2009       | Mt. Lemmon Survey      |
| (346750)              | 2009 BM23              | 17 janvier 2009       | Spacewatch             |
| (346751)              | 2009 BR27              | 16 janvier 2009       | Spacewatch             |
| (346752)              | 2009 BS28              | 16 janvier 2009       | Spacewatch             |
| (346753)              | 2009 BX31              | 16 janvier 2009       | Spacewatch             |
| (346754)              | 2009 BW34              | 16 janvier 2009       | Spacewatch             |
| (346755)              | 2009 BF35              | 16 janvier 2009       | Spacewatch             |
| (346756)              | 2009 BX37              | 16 janvier 2009       | Spacewatch             |
| (346757)              | 2009 BD41              | 16 janvier 2009       | Spacewatch             |
| (346758)              | 2009 BY43              | 16 janvier 2009       | Spacewatch             |
| (346759)              | 2009 BV46              | 16 janvier 2009       | Spacewatch             |
| (346760)              | 2009 BB55              | 16 janvier 2009       | Mt. Lemmon Survey      |
| (346761)              | 2009 BH57              | 18 janvier 2009       | Spacewatch             |
| (346762)              | 2009 BG62              | 18 janvier 2009       | Mt. Lemmon Survey      |
| (346763)              | 2009 BZ73              | 16 janvier 2009       | PMO NEO Survey Program |
| (346764)              | 2009 BE74              | 17 janvier 2009       | Spacewatch             |
| (346765)              | 2009 BF74              | 17 janvier 2009       | Spacewatch             |
| (346766)              | 2009 BN74              | 18 janvier 2009       | CSS                    |
| (346767)              | 2009 BS74              | 18 janvier 2009       | PMO NEO Survey Program |
| (346768)              | 2009 BQ79              | 30 janvier 2009       | LINEAR                 |
| (346769)              | 2009 BY84              | 1er janvier 2009      | Spacewatch             |
| (346770)              | 2009 BE85              | 22 décembre 2008      | Spacewatch             |
| (346771)              | 2009 BH85              | 25 janvier 2009       | Spacewatch             |
| (346772)              | 2009 BR86              | 25 janvier 2009       | Spacewatch             |
| (346773)              | 2009 BP93              | 25 janvier 2009       | Spacewatch             |
| (346774)              | 2009 BS95              | 26 janvier 2009       | Mt. Lemmon Survey      |
| (346775)              | 2009 BT95              | 26 janvier 2009       | Mt. Lemmon Survey      |
| (346776)              | 2009 BX99              | 28 janvier 2009       | CSS                    |
| (346777)              | 2009 BL111             | 28 janvier 2009       | CSS                    |
| (346778)              | 2009 BP113             | 26 janvier 2009       | Spacewatch             |
| (346779)              | 2009 BU114             | 26 janvier 2009       | Spacewatch             |
| (346780)              | 2009 BY120             | 31 janvier 2009       | Spacewatch             |
| (346781)              | 2009 BW122             | 31 janvier 2009       | Spacewatch             |
| (346782)              | 2009 BC123             | 20 janvier 2009       | Spacewatch             |
| (346783)              | 2009 BU128             | 29 janvier 2009       | Mt. Lemmon Survey      |
| (346784)              | 2009 BQ130             | 31 janvier 2009       | Mt. Lemmon Survey      |
| (346785)              | 2009 BX132             | 31 janvier 2009       | Spacewatch             |
| (346786)              | 2009 BQ138             | 29 janvier 2009       | Spacewatch             |
| (346787)              | 2009 BV141             | 30 janvier 2009       | Spacewatch             |
| (346788)              | 2009 BZ144             | 30 janvier 2009       | Spacewatch             |
| (346789)              | 2009 BC145             | 30 janvier 2009       | Spacewatch             |
| (346790)              | 2009 BJ146             | 30 janvier 2009       | Mt. Lemmon Survey      |
| (346791)              | 2009 BV149             | 31 janvier 2009       | Spacewatch             |
| (346792)              | 2009 BG153             | 31 janvier 2009       | Spacewatch             |
| (346793)              | 2009 BF155             | 31 janvier 2009       | Spacewatch             |
| (346794)              | 2009 BC157             | 31 janvier 2009       | Spacewatch             |
| (346795)              | 2009 BV157             | 31 janvier 2009       | Spacewatch             |
| (346796)              | 2009 BX158             | 31 janvier 2009       | Spacewatch             |
| (346797)              | 2009 BJ173             | 20 janvier 2009       | Spacewatch             |
| (346798)              | 2009 BM174             | 25 janvier 2009       | Spacewatch             |
| (346799)              | 2009 BQ174             | 25 janvier 2009       | Spacewatch             |
| (346800)              | 2009 BE175             | 26 janvier 2009       | PMO NEO Survey Program |

### 346801-346900
| Nom                     | Désignation provisoire | Date de la découverte | Découvreur                  |
| ----------------------- | ---------------------- | --------------------- | --------------------------- |
| (346801)                | 2009 BP176             | 31 janvier 2009       | Spacewatch                  |
| (346802)                | 2009 BZ177             | 31 janvier 2009       | Mt. Lemmon Survey           |
| (346803)                | 2009 BK181             | 18 janvier 2009       | CSS                         |
| (346804)                | 2009 BF183             | 25 janvier 2009       | CSS                         |
| (346805)                | 2009 CH2               | 2 février 2009        | Cernis, K., Zdanavicius, J. |
| (346806)                | 2009 CL15              | 3 février 2009        | Spacewatch                  |
| (346807)                | 2009 CZ19              | 15 février 2009       | Hormuth, F.                 |
| (346808)                | 2009 CK30              | 1er février 2009      | Spacewatch                  |
| (346809)                | 2009 CD35              | 2 février 2009        | Mt. Lemmon Survey           |
| (346810) Giancabattisti | 2009 CD40              | 13 février 2009       | Casulli, V. S.              |
| (346811)                | 2009 CF40              | 14 février 2009       | CSS                         |
| (346812)                | 2009 CK40              | 13 février 2009       | Spacewatch                  |
| (346813)                | 2009 CN40              | 13 février 2009       | Spacewatch                  |
| (346814)                | 2009 CG49              | 14 février 2009       | Mt. Lemmon Survey           |
| (346815)                | 2009 CE50              | 14 février 2009       | OAM                         |
| (346816)                | 2009 CV51              | 14 février 2009       | Mt. Lemmon Survey           |
| (346817)                | 2009 CG53              | 15 février 2009       | CSS                         |
| (346818)                | 2009 CO57              | 2 février 2009        | Spacewatch                  |
| (346819)                | 2009 CQ57              | 2 février 2009        | Spacewatch                  |
| (346820)                | 2009 CA59              | 5 février 2009        | Spacewatch                  |
| (346821)                | 2009 CD60              | 26 mai 2006           | Mt. Lemmon Survey           |
| (346822)                | 2009 CO62              | 5 février 2009        | Spacewatch                  |
| (346823)                | 2009 CD64              | 2 février 2009        | Spacewatch                  |
| (346824)                | 2009 CZ64              | 3 février 2009        | Mt. Lemmon Survey           |
| (346825)                | 2009 CM65              | 5 février 2009        | Spacewatch                  |
| (346826)                | 2009 DT1               | 16 février 2009       | Kugel, F.                   |
| (346827)                | 2009 DL3               | 19 février 2009       | Tozzi, F.                   |
| (346828)                | 2009 DW3               | 18 février 2009       | LINEAR                      |
| (346829)                | 2009 DT4               | 19 février 2009       | Lowe, A.                    |
| (346830)                | 2009 DY9               | 19 février 2009       | LINEAR                      |
| (346831)                | 2009 DE12              | 21 février 2009       | Durig, D. T.                |
| (346832)                | 2009 DS12              | 16 février 2009       | Spacewatch                  |
| (346833)                | 2009 DT15              | 16 février 2009       | OAM                         |
| (346834)                | 2009 DM16              | 17 février 2009       | OAM                         |
| (346835)                | 2009 DH27              | 22 février 2009       | Hormuth, F.                 |
| (346836)                | 2009 DQ35              | 20 février 2009       | Spacewatch                  |
| (346837)                | 2009 DD44              | 24 février 2009       | Kugel, F.                   |
| (346838)                | 2009 DB50              | 19 février 2009       | Spacewatch                  |
| (346839)                | 2009 DW51              | 22 février 2009       | Spacewatch                  |
| (346840)                | 2009 DM57              | 22 février 2009       | Spacewatch                  |
| (346841)                | 2009 DD77              | 21 février 2009       | Mt. Lemmon Survey           |
| (346842)                | 2009 DW88              | 22 février 2009       | Mt. Lemmon Survey           |
| (346843)                | 2009 DZ92              | 28 février 2009       | Mt. Lemmon Survey           |
| (346844)                | 2009 DP95              | 25 février 2009       | CSS                         |
| (346845)                | 2009 DA96              | 25 février 2009       | CSS                         |
| (346846)                | 2009 DB110             | 30 janvier 2009       | Siding Spring Survey        |
| (346847)                | 2009 DC115             | 26 février 2009       | CSS                         |
| (346848)                | 2009 DS116             | 27 février 2009       | Spacewatch                  |
| (346849)                | 2009 DU116             | 26 février 2004       | Buie, M. W.                 |
| (346850)                | 2009 DY119             | 28 août 2006          | Spacewatch                  |
| (346851)                | 2009 DO122             | 27 février 2009       | Spacewatch                  |
| (346852)                | 2009 DD124             | 19 février 2009       | Spacewatch                  |
| (346853)                | 2009 DU128             | 24 février 2009       | CSS                         |
| (346854)                | 2009 DW132             | 26 février 2009       | Mt. Lemmon Survey           |
| (346855)                | 2009 EJ                | 1er mars 2009         | Birtwhistle, P.             |
| (346856)                | 2009 EZ14              | 15 mars 2009          | Spacewatch                  |
| (346857)                | 2009 EF16              | 15 mars 2009          | Spacewatch                  |
| (346858)                | 2009 EN19              | 15 mars 2009          | Mt. Lemmon Survey           |
| (346859)                | 2009 ET21              | 14 mars 2009          | OAM                         |
| (346860)                | 2009 EF23              | 7 mars 2009           | Mt. Lemmon Survey           |
| (346861)                | 2009 EQ23              | 3 mars 2009           | CSS                         |
| (346862)                | 2009 EY26              | 8 mars 2009           | Mt. Lemmon Survey           |
| (346863)                | 2009 EA30              | 1er mars 2009         | Mt. Lemmon Survey           |
| (346864)                | 2009 EP30              | 7 mars 2009           | Mt. Lemmon Survey           |
| (346865)                | 2009 FJ3               | 17 mars 2009          | Schwab, E., Zimmer, U.      |
| (346866)                | 2009 FX14              | 11 novembre 2001      | Sloan Digital Sky Survey    |
| (346867)                | 2009 FZ15              | 17 mars 2009          | Spacewatch                  |
| (346868)                | 2009 FC19              | 20 mars 2009          | Lacruz, J.                  |
| (346869)                | 2009 FT24              | 21 mars 2009          | OAM                         |
| (346870)                | 2009 FW24              | 24 février 2009       | CSS                         |
| (346871)                | 2009 FB26              | 16 mars 2009          | Mt. Lemmon Survey           |
| (346872)                | 2009 FW46              | 27 mars 2009          | Spacewatch                  |
| (346873)                | 2009 FN47              | 28 mars 2009          | Mt. Lemmon Survey           |
| (346874)                | 2009 FR49              | 27 mars 2009          | Mt. Lemmon Survey           |
| (346875)                | 2009 FD50              | 27 mars 2009          | CSS                         |
| (346876)                | 2009 FY60              | 21 mars 2009          | Mt. Lemmon Survey           |
| (346877)                | 2009 FG64              | 31 mars 2009          | Spacewatch                  |
| (346878)                | 2009 FD65              | 18 mars 2009          | Mt. Lemmon Survey           |
| (346879)                | 2009 HM26              | 18 avril 2009         | Spacewatch                  |
| (346880)                | 2009 HM29              | 19 avril 2009         | Spacewatch                  |
| (346881)                | 2009 HP29              | 19 avril 2009         | Spacewatch                  |
| (346882)                | 2009 HV29              | 19 avril 2009         | Spacewatch                  |
| (346883)                | 2009 JH4               | 1er mai 2009          | Cerro Burek                 |
| (346884)                | 2009 JX12              | 15 mai 2009           | OAM                         |
| (346885)                | 2009 JN17              | 14 mai 2009           | Mt. Lemmon Survey           |
| (346886) Middelburg     | 2009 MB                | 15 novembre 1999      | Elst, E. W.                 |
| (346887)                | 2009 OU23              | 28 juillet 2009       | Spacewatch                  |
| (346888)                | 2009 PB10              | 15 août 2009          | OAM                         |
| (346889) Rhiphonos      | 2009 QV38              | 28 août 2009          | Kryachko, T. V.             |
| (346890)                | 2009 RP30              | 14 septembre 2009     | Spacewatch                  |
| (346891)                | 2009 RO39              | 15 septembre 2009     | Spacewatch                  |
| (346892)                | 2009 RY42              | 15 septembre 2009     | Spacewatch                  |
| (346893)                | 2009 RT43              | 15 septembre 2009     | Spacewatch                  |
| (346894)                | 2009 RG54              | 15 septembre 2009     | Spacewatch                  |
| (346895)                | 2009 SN38              | 16 septembre 2009     | Spacewatch                  |
| (346896)                | 2009 SL98              | 17 septembre 2009     | Cernis, K., Zdanavicius, J. |
| (346897)                | 2009 SJ104             | 26 septembre 2009     | CSS                         |
| (346898)                | 2009 SC126             | 18 septembre 2009     | Spacewatch                  |
| (346899)                | 2009 ST360             | 17 septembre 2009     | Spacewatch                  |
| (346900)                | 2009 TD38              | 14 octobre 2009       | CSS                         |

### 346901-347000
| Nom               | Désignation provisoire | Date de la découverte | Découvreur           |
| ----------------- | ---------------------- | --------------------- | -------------------- |
| (346901)          | 2009 TH44              | 14 octobre 2009       | Spacewatch           |
| (346902)          | 2009 UJ1               | 18 octobre 2009       | CSS                  |
| (346903)          | 2009 UG13              | 18 octobre 2009       | Spacewatch           |
| (346904)          | 2009 UR88              | 22 octobre 2009       | CSS                  |
| (346905)          | 2009 UY144             | 16 octobre 2009       | CSS                  |
| (346906)          | 2009 VD21              | 9 novembre 2009       | Mt. Lemmon Survey    |
| (346907)          | 2009 VH48              | 1er avril 2008        | Spacewatch           |
| (346908)          | 2009 VW79              | 10 novembre 2009      | CSS                  |
| (346909)          | 2009 WR41              | 17 novembre 2009      | Spacewatch           |
| (346910)          | 2009 WW50              | 20 novembre 2009      | Spacewatch           |
| (346911)          | 2009 WF76              | 10 novembre 2009      | Spacewatch           |
| (346912)          | 2009 WR83              | 19 novembre 2009      | Spacewatch           |
| (346913)          | 2009 WQ87              | 24 avril 2001         | Spacewatch           |
| (346914)          | 2009 WR94              | 20 novembre 2009      | Mt. Lemmon Survey    |
| (346915)          | 2009 WY125             | 20 novembre 2009      | Spacewatch           |
| (346916)          | 2009 WD204             | 16 novembre 2009      | Spacewatch           |
| (346917)          | 2009 WO262             | 20 novembre 2009      | Mt. Lemmon Survey    |
| (346918)          | 2009 XF18              | 15 décembre 2009      | Mt. Lemmon Survey    |
| (346919)          | 2009 XO20              | 22 octobre 2005       | CSS                  |
| (346920)          | 2009 XL21              | 10 décembre 2009      | Mt. Lemmon Survey    |
| (346921)          | 2009 XM21              | 10 décembre 2009      | Mt. Lemmon Survey    |
| (346922)          | 2009 YV4               | 17 décembre 2009      | Mt. Lemmon Survey    |
| (346923)          | 2009 YT20              | 27 décembre 2009      | Spacewatch           |
| (346924)          | 2009 YR22              | 18 décembre 2009      | Mt. Lemmon Survey    |
| (346925)          | 2009 YH25              | 27 décembre 2009      | Spacewatch           |
| (346926)          | 2010 AS2               | 7 janvier 2010        | BATTeRS              |
| (346927)          | 2010 AG28              | 7 janvier 2010        | Mt. Lemmon Survey    |
| (346928)          | 2010 AX30              | 6 janvier 2010        | Spacewatch           |
| (346929)          | 2010 AN31              | 6 janvier 2010        | Spacewatch           |
| (346930)          | 2010 AA35              | 7 janvier 2010        | Spacewatch           |
| (346931)          | 2010 AR35              | 7 janvier 2010        | Spacewatch           |
| (346932)          | 2010 AH36              | 18 décembre 2009      | Mt. Lemmon Survey    |
| (346933)          | 2010 AS37              | 7 janvier 2010        | Spacewatch           |
| (346934)          | 2010 AQ44              | 24 novembre 2006      | Mt. Lemmon Survey    |
| (346935)          | 2010 AF47              | 8 janvier 2010        | Spacewatch           |
| (346936)          | 2010 AJ47              | 8 janvier 2010        | Spacewatch           |
| (346937)          | 2010 AE50              | 8 janvier 2010        | Spacewatch           |
| (346938)          | 2010 AA51              | 31 mars 2003          | Spacewatch           |
| (346939)          | 2010 AT51              | 11 mars 2003          | NEAT                 |
| (346940)          | 2010 AQ55              | 8 janvier 2010        | Spacewatch           |
| (346941)          | 2010 AG59              | 6 janvier 2010        | CSS                  |
| (346942)          | 2010 AU61              | 6 janvier 2010        | Spacewatch           |
| (346943)          | 2010 AN67              | 7 septembre 2008      | Mt. Lemmon Survey    |
| (346944)          | 2010 AH72              | 13 janvier 2010       | Mt. Lemmon Survey    |
| (346945)          | 2010 AT74              | 13 janvier 2010       | LINEAR               |
| (346946)          | 2010 AF76              | 13 janvier 2010       | LINEAR               |
| (346947)          | 2010 AX76              | 1er octobre 2005      | CSS                  |
| (346948)          | 2010 AJ81              | 12 janvier 2010       | CSS                  |
| (346949)          | 2010 AJ87              | 8 janvier 2010        | WISE                 |
| (346950)          | 2010 AG89              | 8 janvier 2010        | WISE                 |
| (346951)          | 2010 AU90              | 8 janvier 2010        | WISE                 |
| (346952)          | 2010 AQ94              | 8 janvier 2010        | WISE                 |
| (346953)          | 2010 AB100             | 17 août 2001          | NEAT                 |
| (346954)          | 2010 AX105             | 12 janvier 2010       | WISE                 |
| (346955)          | 2010 AO107             | 10 décembre 2004      | Spacewatch           |
| (346956)          | 2010 AB113             | 13 janvier 2010       | WISE                 |
| (346957)          | 2010 BJ4               | 23 janvier 2010       | Siding Spring Survey |
| (346958)          | 2010 BX51              | 20 janvier 2010       | WISE                 |
| (346959)          | 2010 BM54              | 7 novembre 2007       | Spacewatch           |
| (346960)          | 2010 BJ78              | 24 janvier 2010       | WISE                 |
| (346961)          | 2010 CU1               | 2 février 2010        | OAM                  |
| (346962)          | 2010 CB4               | 6 février 2010        | Mt. Lemmon Survey    |
| (346963)          | 2010 CN4               | 10 janvier 2003       | Spacewatch           |
| (346964)          | 2010 CR4               | 6 février 2010        | OAM                  |
| (346965)          | 2010 CS4               | 6 février 2010        | OAM                  |
| (346966)          | 2010 CD7               | 6 février 2010        | WISE                 |
| (346967)          | 2010 CP8               | 7 février 2010        | WISE                 |
| (346968)          | 2010 CZ31              | 9 février 2010        | Spacewatch           |
| (346969)          | 2010 CO32              | 9 février 2010        | Spacewatch           |
| (346970)          | 2010 CU32              | 10 février 2010       | Spacewatch           |
| (346971)          | 2010 CK33              | 30 septembre 2005     | Mt. Lemmon Survey    |
| (346972)          | 2010 CA34              | 10 février 2010       | Spacewatch           |
| (346973)          | 2010 CP34              | 28 avril 2006         | Buie, M. W.          |
| (346974)          | 2010 CC35              | 10 février 2010       | Spacewatch           |
| (346975)          | 2010 CJ39              | 13 février 2010       | Mt. Lemmon Survey    |
| (346976)          | 2010 CN62              | 9 février 2010        | CSS                  |
| (346977)          | 2010 CV65              | 7 janvier 2006        | Mt. Lemmon Survey    |
| (346978)          | 2010 CN66              | 9 février 2010        | Spacewatch           |
| (346979)          | 2010 CB69              | 10 février 2010       | Spacewatch           |
| (346980)          | 2010 CA82              | 13 février 2010       | Spacewatch           |
| (346981)          | 2010 CO82              | 13 février 2010       | Spacewatch           |
| (346982)          | 2010 CR84              | 14 février 2010       | Spacewatch           |
| (346983)          | 2010 CD93              | 29 septembre 2008     | Mt. Lemmon Survey    |
| (346984)          | 2010 CR100             | 14 février 2010       | Mt. Lemmon Survey    |
| (346985)          | 2010 CR103             | 14 février 2010       | Spacewatch           |
| (346986)          | 2010 CS109             | 14 février 2010       | Mt. Lemmon Survey    |
| (346987)          | 2010 CN123             | 15 février 2010       | Spacewatch           |
| (346988)          | 2010 CJ125             | 15 février 2010       | Spacewatch           |
| (346989)          | 2010 CU129             | 10 février 2010       | WISE                 |
| (346990)          | 2010 CP138             | 14 février 2010       | Spacewatch           |
| (346991)          | 2010 CU140             | 10 mai 2003           | Spacewatch           |
| (346992)          | 2010 CB144             | 9 février 2010        | Spacewatch           |
| (346993)          | 2010 CT148             | 27 janvier 2003       | LINEAR               |
| (346994)          | 2010 CO157             | 15 février 2010       | Spacewatch           |
| (346995)          | 2010 CW166             | 13 février 2010       | Spacewatch           |
| (346996)          | 2010 CU168             | 6 février 2010        | Spacewatch           |
| (346997)          | 2010 CS170             | 13 février 2010       | Spacewatch           |
| (346998) Wakamura | 2010 CR182             | 15 février 2010       | Pan-STARRS1          |
| (346999) Evalilly | 2010 CQ183             | 15 février 2010       | Pan-STARRS1          |
| (347000)          | 2010 CW216             | 7 février 2010        | WISE                 |

## Sources
- (en) Base de données du Centre des planètes mineures